# Director's Cut (album)
Director's Cut  è il nono album della cantante britannica Kate Bush, che presenta, con nuove interpretazioni, alcuni brani tratti dagli album The Sensual World (1989) e  The Red Shoes (1993).

## Descrizione
Sono quattro i brani ripresi da The Sensual World tra cui il brano che dava il titolo all'album che qui diventa Flower of the Mountain (dove Kate Bush riprende l'idea originale di inserire una citazione dell'Ulisse di James Joyce negatale dai proprietari dei diritti d'autore all'epoca della prima pubblicazione) e Deeper Understanding uscita anche in versione "singolo" con videoclip promozionale diretto dalla stessa Kate Bush e con l'attore scozzese Robbie Coltrane nelle vesti del protagonista.

## Tracce
1. Flower of the Mountain – 5:15
2. Song of Solomon – 4:44
3. Lily – 4:05
4. Deeper Understanding – 6:33
5. The Red Shoes – 4:58
6. This Woman's Work – 6:30
7. Moments of Pleasure – 6:32
8. Never Be Mine – 5:05
9. Top of the City – 4:24
10. And So Is Love – 4:21
11. Rubberband Girl – 4:37